# Sakina Ouzraoui Diki
Pour les articles homonymes, voir Diki.
Sakina Ouzraoui Diki (en arabe : سكينة وزراوي الديكي), née le 29 août 2001 à Barcelone, est une footballeuse internationale marocaine évolant au poste d'attaquant à l’UD Tenerife.
Elle fait partie de la première sélection marocaine à disputer une phase finale de la Coupe du monde, en 2023.

## Biographie
Sakina Ouzraoui Diki naît dans la ville espagnole de Barcelone.
Vers l'âge de 6 ans, elle pratique la gymnastique. Ce n'est qu'à partir de 12 ans qu'elle découvre le football.

### Carrière en club

#### Formation au RWDM et éclosion à Anderlecht
Sakina Ouzraoui évolue d'abord au club bruxellois du RWDM Girls puis passe quatre saisons au RSC Anderlecht avec lequel elle remporte le championnat à quatre reprises et par le biais duquel elle découvre la Ligue des champions.
Lors de la saison 2021-2022, elle devient championne de Belgique avec le RSC Anderlecht.
Durant l'été 2022, elle s'engage avec le Club Bruges (dit aussi Club YLA).

#### Club Bruges (2022-2023)
Sakina Ouzraoui Diki dispute son premier match sous ses nouvelles couleurs le 13 août 2022 contre Zulte Waregem. Elle ouvre le score de cette rencontre comptant pour la 1re journée de Super League qui se termine sur une victoire de Bruges (2-0).
Le 16 septembre 2022, elle inscrit un doublé à l'extérieur contre La Gantoise (victoire de Bruges, 0-6).
Elle délivre une passe décisive à Ľudmila Maťavková le 22 octobre 2022 contre l'Eendracht Alost lors de la 8e journée de championnat qui se finit par une large victoire du Club Bruges (7-1).
Le 1er novembre 2022, Club Bruges se qualifie pour les huitièmes de finale de la Coupe nationale en éliminant le KV Malines (6-3). Sakina Ouzraoui inscrit le but égalisateur du 1-1. Elle délivre par ailleurs trois passes décisives lors de ce match.
Elle est passeuse décisive la journée suivante contre le White Star Woluwé à l'occasion de la 10e journée de championnat. Son équipe s'impose facilement sur le score de 8-1.
Le 25 novembre 2022, son équipe perd face à son ancien club Anderlecht sur le score de 5-3. Ouzraoui Diki réalise deux passes décisives lors de cette rencontre comptant pour la 12e journée de championnat.
Ouzraoui Diki commence l'année 2023 par un but et une passe décisive contre l'Eendracht Alost Ladies.
Elle inscrit un doublé le 26 février 2023 lors de la réception du KRC Genk dans un match où elle ouvre le score et égalise permettant à son équipe d'éviter la défaite (score : 2-2).
Le 17 mars 2023 elle s'illustre lors de la première journée des play-offs en inscrivant un but face à son ancien club, le RSC Anderlecht. Bruges s'impose sur le score de 4-0.
Elle marque son 8e but sous les couleurs de Bruges le 22 avril 2023 à l'occasion de la 6e journée des play-offs (victoire de Bruges, 2-1). Elle est également passeuse décisive lors de cette rencontre.
Quelques jours plus tard, elle délivre une passe décisive pour Ľudmila Maťavková contre KRC Genk dans un match qui se solde sur un nul (2 buts partout).
Elle s'offre un doublé le 6 mai 2023 contre Anderlecht contribuant ainsi à la victoire de son équipe face à son ancien club.
Après une saison passée du côté de Bruges, Sakina Ouzraoui fait son retour au RSC Anderlecht.

#### Retour à Anderlecht (2023-2024)
Le 25 août 2023, elle dispute son premier match de la saison en étant titularisée contre La Gantoise par Dave Mattheus à l'occasion de la première journée de championnat. La rencontre se termine sur un nul (0-0).
Elle inscrit son premier but de la saison le 6 septembre contre le club polonais du GKS Katowice à l'occasion du tour préliminaire de la Ligue des champions 2023-2024. C'est également son premier but dans la compétition. Le match se termine sur une large victoire d'Anderlecht (5-0). Mais les Anderlechtoises ne parviennent pas à se qualifier pour le deuxième tour préliminaire à la suite de leur défaite en finale trois jours plus tard contre les Norvégiennes du SK Brann (2-0).
Le 17 septembre 2023 elle est buteuse malheureuse contre le Standard de Liège. Quelques minutes après son entrée en jeu, c'est elle qui inscrit l'unique but de son équipe en fin de match qui se termine sur une victoire liégeoise, 2 buts à 1.
Elle entre en jeu le 6 octobre 2023 contre White Star et délivre une passe décisive sur le troisième but d'Anderlecht (victoire, 0-4).
Quelques jours plus tard en Coupe nationale, elle s'offre un doublé contre la réserve du Standard de Liège (victoire, 5-1).
Le 21 octobre 2023 elle ouvre le score contre Genk qui voit le match se terminer sur le score de 4-1 en faveur de son équipe. Passeuse décisive le 16 décembre 2023 face à White Star, son équipe s'impose 4-0.
Lors de la 13e journée le 12 janvier 2024 Anderlecht s'impose chez KRC Genk sur le score de 4-3 avec un but de Sakina Ouzraoui Diki alors que son équipe était menée 3 buts à 1. Le 3 février 2024 face à Zulte Waregem, elle est passeuse décisive sur l'unique but de la rencontre inscrit par Amélie Delabre. 
Pour son vingtième match avec Anderlecht, Sakina contribue à la victoire de son équipe avec un but sur la pelouse du KV Malines (victoire, 0-5). Elle inscrit le but victorieux de son équipe le 2 mars 2024 face au Standard de Liège contre qui Anderlecht s'était incliné au match aller. Elle marque son 6e but de la saison en championnat le 23 mars 2024 contre le Club Bruges dans un match qui se termine sur une victoire 5-0 d'Anderlecht et qui connait une affluence record pour une rencontre de Super league (2 613 spectateurs).
Sakina Ouzraoui Diki marque son 10e but de la saison toutes compétitions confondues le 29 mars 2024 après être entrée en jeu face à Genk dans le cadre de la 2e journée des play-offs (victoire, 0-5). 
Le 4 mai 2024, Anderlecht affronte l'OH Louvain dans un match décisif pour le titre. Alors que les deux équipes sont toujours à égalité, Sakina Ouzraoui Diki délivre une passe décisive à Marie Minnaert quelques minutes après son entrée en jeu, dans les derniers instants du match qui permet à son équipe de remporter le match. Elle inscrit un des buts victorieux de son équipe le 18 mai 2024 en entrant en jeu au cours de la partie face au Club YLA (victoire, 2-0).
Et puis, le 25 mai 2024, Anderlecht remporte le championnat pour la 7e fois consécutive et la 10e fois de histoire en s'imposant lors de la dernière journée des play-offs sur Genk (4 buts à 2) devant plus de 2000 spectateurs venus assister à la rencontre au Lotto Park. Il s'agit du 6e titre que Sakina remporte avec les « Mauves ». À l'issue de cette saison sportive 2023-2024, l'internationale marocaine aura disputé 28 matchs de championnat et aura inscrit 8 buts pour 4 passes décisives pour 7 titularisations. Toutefois, elle ne prolonge pas avec le club.

#### Expérience en Espagne à Tenerife (2024-)
Après plusieurs saisons en Belgique, notamment avec le club d'Anderlecht, Sakina Ouzraoui Diki prend la direction de l'Espagne en rejoignant le UD Tenerife pensionnaire de la Liga.
Elle dispute son premier match officiel le 7 septembre 2024 en étant titularisée face au Madrid CFF dans le cadre de la 1re journée de championnat.
Le 6 novembre 2024 elle inscrit son premier but et délivre sa première décisive sous les couleurs de Tenerife face au Guiniguada Apolinario dans le cadre du 3e tour de la Coupe d'Espagne. La rencontre se termine par une victoire de Tenerife sur le score de 4 buts à 1.
Le 11 janvier 2025, elle entre en jeu face au Deportivo La Corogne et marque son tout premier but en Liga (victoire, 5-1).
Puis lors de la dernière journée contre la Real Sociedad, elle inscrit son deuxième but de la saison en championnat. Ainsi elle clôture l'exercice 2024-2025 en ayant disputé 28 rencontres de Liga (11 fois titulaire) pour 2 buts marqués et une passe décisive.

### Carrière internationale
Après avoir connu quelques sélections en catégories de jeunes de la Belgique, chez les -15 ans et -16 ans, elle reçoit en novembre 2017 une convocation en équipe du Maroc -17 ans par Lamia Boumehdi afin de prendre part à une double confrontation face à la Guinée équatoriale dans le cadre des qualifications à la Coupe du monde 2018. Mais Sakina Ouzraoui Diki et ses coéquipières ne disputent pas cette confrontation car celle-ci est annulée en raison du forfait des Équato-Guinéennes. Le Maroc est donc qualifié pour le prochain et dernier tour, mais se fait sortir par l'Afrique du sud.  
En août 2022, elle reçoit sa première convocation en équipe A du Maroc, pour prendre part à un rassemblement au complexe Mohammed VI. À la suite de ce stage, elle opte définitivement pour la sélection des Lionnes de l'Atlas.

#### Coupe du monde 2023: Exploit des Marocaines
Sakina Ouzraoui Diki honore sa première sélection avec le Maroc à l'âge de 21 ans, à l'occasion d'un stage à Cadix en Espagne, le 6 octobre 2022 face à la Pologne en entrant en jeu à la 64e minute à la place de Fatima Tagnaout.
Elle est titulaire pour la première fois quelques jours plus tard contre le Canada à l'occasion d'un autre match amical qui voit le Maroc s'incliner (4-0).
Reynald Pedros la convoque pour le stage suivant à Marbella durant lequel le Maroc s'oppose à l'Irlande les 11 et 14 novembre 2022. Le Maroc fait match nul lors du premier match qui se joue à huis clos (2-2) puis s'incline lors du second (4-0). Sakina Ouzraoui est titularisée lors des deux rencontres.
Après avoir pris part aux deux matchs amicaux de février 2023 à Antalya contre la Slovaquie et la Bosnie-Herzégovine, elle est sélectionnée quelques semaines après pour disputer deux matchs amicaux internationaux contre la Tchéquie et la Roumanie respectivement le 6 avril 2023 à Prague et le 11 avril 2023 à Bucarest. Elle ne joue que la rencontre face aux Tchèques.
Sakina Ouzraoui fait partie des 28 joueuses présélectionnées par Reynald Pedros pour disputer la Coupe du monde 2023 organisée en Australie et Nouvelle-Zélande. Après le stage effectué en Autriche et les matchs amicaux disputés contre l'Italie et la Suisse, Ouzraoui est sélectionnée dans la liste finale des 23 joueuses retenues pour défendre les couleurs marocaines au Mondial.

Après s'être inclinées lourdement face aux Allemandes lors du premier match (6-0), les Marocaines se rattrapent le match suivant face à la Corée du Sud en s'imposant sur le score de 1-0, premier but et premier succès de la sélection dans la compétition. Puis lors de la dernière journée, les Lionnes de l'Atlas rééditent avec une autre un succès contre la Colombie (1-0). Sakina est passeuse décisive sur l'unique but du match marqué par Anissa Lahmari. 

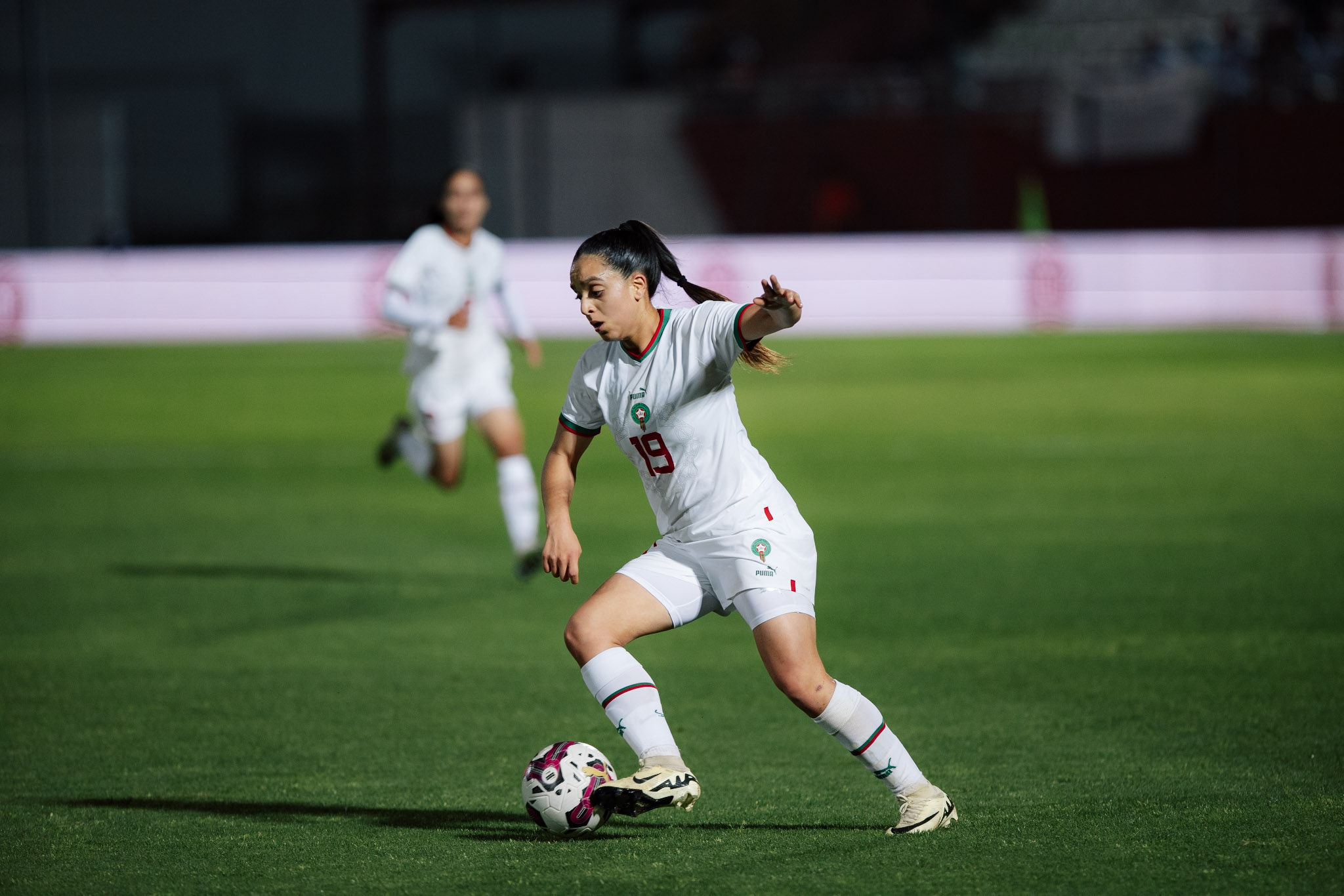
Sakina Ouzraoui Diki face à la (avril 2024)

Dans le même temps la Corée du sud réussit à tenir en échec l'Allemagne (1-1). Résultats qui permettent au Maroc de décrocher une qualification historique pour les huitièmes de finale. Après cet exploit, les protégées de Reynald Pedros se frottent aux Françaises. Largement dominatrice, la France s'impose sur le score de 4-0 et l'aventure du Maroc au Mondial prend fin. Sakina Ouzraoui joue l'intégralité de toutes les rencontres disputées par le Maroc durant le tournoi et termine dans les dix meilleures dribbleuses de la compétition (6 dribbles réussis).

#### JO 2024: Echec des Marocaines au dernier tour
Dans le cadre des préparations aux qualifications des Jeux olympiques 2024, le Maroc reçoit la Zambie les 22 et 26 septembre 2023 pour une double confrontation amicale. Les Marocaines s'inclinent lors des deux rencontres. La première à Casablanca sur le score 2-0 et la deuxième à Rabat sur un lourd score de 6 à 2. Sakina Ouzraoui Diki participe à ces deux rencontres et ouvre son compteur de buts en sélection lors de la deuxième rencontre en transformant un pénalty obtenu par Ibtissam Jraidi.
Exemptée du premier tour, la sélection affronte la Namibie lors du 2ème tour des qualifications des JO 2024. La Namibie étant dans l'incapacité de recevoir, les deux matchs se jouent au Maroc. Les Marocaines s'imposent lors des deux manches. La première à Marrakech le 26 octobre 2023 sur le score de 2-0, et la deuxième à Rabat avec le même score. Sakina Ouzraoui Diki dispute les deux rencontres et délivre une passe décisive pour Nesryne El Chad lors du match aller.
Les Marocaines sont donc opposées aux Zambiennes lors du 4e et dernier tour des qualifications. Si elle est parvenue à s'imposer en Zambie lors du match aller le 5 avril 2024 sur le score de 2 buts à 1, la sélection marocaine ne parvient pas à se qualifier pour la phase finale des Jeux à la suite de sa défaite 2 à 0 au match retour à Rabat le 9 avril 2024 après prolongations. Sakina participe aux deux rencontres. Lors du match aller à Ndola, elle entre en jeu et réalise une passe décisive sur le but victorieux inscrit par Rosella Ayane dans le temps additionnel. Cependant au match retour, elle débute en tant que titulaire mais manque plusieurs occasions de marquer, notamment en seconde période.

#### Coupe d'Afrique 2024: Échec en finale
Sakina Ouzraoui Diki est sélectionnée par Jorge Vilda pour une double confrontation amicale face à la RD Congo les 30 mai et 3 juin à 2024 Berkane. Le Maroc remporte les deux rencontres. La première sur le score de 2 buts à 1 et la deuxième, 3 buts à 2. Ouzraoui Diki dispute la première manche en tant que titulaire, mais n'entre pas en jeu lors de la deuxième.
Elle est convoquée pour disputer deux matchs amicaux contre la Tanzanie et le Sénégal respectivement les 25 et 29 octobre 2024 au Stade Père-Jégo. Les Marocaines remportent les deux rencontres avec un score de 4-1 face aux Tanzaniennes et une large victoire face aux Sénégalaises, 7-0. Sakina Ouzraoui dispute la première mi-temps face à la Tanzanie. Cependant elle n'entre pas en jeu face au Sénégal,. Le mois qui suit, elle est convoquée pour disputer deux matchs amicaux contre le Botswana et le Mali respectivement les 28 novembre et 3 décembre 2024. Le Maroc remporte les deux rencontres, 3-1 face au Botswanaises et 1-0 face aux Maliennes. Ouzraoui entre en jeu dans chacun des deux matchs.
Toujours dans le cadre des préparations à la CAN, elle est convoquée par Jorge Vilda pour disputer deux matchs amicaux internationaux, face au Ghana et Haïti respectivement les 21 et 25 février 2025 à Casablanca. Les Marocaines s'imposent face au Ghanéennes (1-0) et font match nul contre les Haïtiennes (1-1). Sakina Ouzraoui entre en jeu face au Ghana et inscrit le but de la victoire dans le temps additionnel. Elle débute titulaire face à Haïti 
,. 
Après une série de stages et matchs amicaux, la FRMF annonce le 24 juin 2025 la liste finale pour la CAN 2024. Sakina Ouzraoui Diki fait partie des joueuses retenues par Jorge Vilda. Le Maroc qui atteint la finale pour la deuxième fois consécutive, ne parvient pas à remporter le titre. Durant cette édition, les Marocaines terminent première de leur groupe après un nul face aux Zambiennes (2-2), une victoire face aux Congolaises (4-2) et un succès face aux Sénégalaises (1-0). En quart de finale, le Maroc élimine le Mali (3-1) puis s'impose en demi-finale aux tirs au but face Ghana (4-2, 1-1 après prolongations). Les joueuses de Jorge Vilda s'inclinent en finale face au Nigeria (3-2) après avoir mené au score (2-0) jusqu'à l'heure de jeu. Sakina Ouzrouai Diki prend part à l'ensemble des rencontres du tournoi en tant que titulaire. Passeuse décisive pour Jraidi face au Mali, c'est elle qui inscrit le but égalisateur face au Ghana.

## Style de jeu
Sakina Ouzraoui Diki joue le plus souvent au poste d'ailière sur le côté droit, comme le côté gauche. Son explosivité et ses qualités techniques lui permettent de tenter régulièrement le dribble afin d'éliminer ses adversaires. Lors de la Coupe du monde 2023, elle figure parmi les dix joueuses au plus grand nombre de dribbles réussis. Ouzraoui a également la capacité de jouer dos au jeu et peut servir de point d'appui à ses coéquipières.

## Statistiques

### En club
| Saison                | Club                  | Championnat           | Championnat | Championnat | Coupe(s) nationale(s) | Coupe(s) nationale(s) | Compétition(s) continentale(s) | Compétition(s) continentale(s) | Compétition(s) continentale(s) | Total | Total |
| Saison                | Club                  | Division              | M.          | B.          | M.                    | B.                    | Comp.                          | M.                             | B.                             | M.    | B.    |
| 2018-2019             | RSC Anderlecht        | Super League          | -           | -           | -                     | -                     | LDC                            | 1                              | 0                              | 1     | 0     |
| 2019-2020             | RSC Anderlecht        | Super League          | 10          | 1           | -                     | -                     | LDC                            | 3                              | 0                              | 13    | 1     |
| 2020-2021             | RSC Anderlecht        | Super League          | 16          | 4           | -                     | -                     | LDC                            | 2                              | 0                              | 18    | 4     |
| 2021-2022             | RSC Anderlecht        | Super League          | 24          | 2           | 1                     | 1                     | -                              | -                              | -                              | 25    | 3     |
| Sous-total            | Sous-total            | Sous-total            | 50          | 7           | 1                     | 1                     | -                              | 6                              | 0                              | 57    | 8     |
| 2022-2023             | Club Bruges           | Super League          | 29          | 10          | 4                     | 1                     | -                              | -                              | -                              | 33    | 11    |
| Sous-total            | Sous-total            | Sous-total            | 29          | 10          | 4                     | 1                     | -                              | -                              | -                              | 33    | 11    |
| 2023-2024             | RSC Anderlecht        | Super League          | 28          | 8           | 2                     | 2                     | LDC                            | 2                              | 1                              | 32    | 11    |
| Sous-total            | Sous-total            | Sous-total            | 28          | 8           | 2                     | 2                     | -                              | 2                              | 1                              | 32    | 11    |
| 2024-2025             | UD Tenerife           | Liga                  | 28          | 2           | 2                     | 1                     | -                              | -                              | -                              | 30    | 3     |
| Total sur la carrière | Total sur la carrière | Total sur la carrière | 133         | 27          | 9                     | 4                     | -                              | 8                              | 1                              | 150   | 32    |

## Palmarès

### En club
RSC Anderlecht (6)
- Championnat de Belgique (5)
  - Championne : 2019, 2020, 2021, 2022, 2024
- Coupe de Belgique (1)
  - Vainqueur : 2022.

### En sélection
Équipe du Maroc :
- Coupe d'Afrique des nations
  -  Finaliste : 2024

### Distinctions individuelles
- Prix du Lion belge (4) : 2019, 2020, 2021, 2023

## Divers
La commune d'Anderlecht a inauguré un terrain de proximité du nom de Sakina Ouzraoui Diki dans le but de mettre en valeur les femmes dans les sports de rue.